# Parepisparis dumigani
Parepisparis dumigani là một loài bướm đêm trong họ Geometridae.